# Penthoptera unicolor
Penthoptera unicolor är en tvåvingeart som först beskrevs av Fallen 1820.  Penthoptera unicolor ingår i släktet Penthoptera och familjen parasitflugor. Inga underarter finns listade i Catalogue of Life.